# 1984년 하계 올림픽 튀르키예 선수단
튀르키예는 1984년 7월 28일에서 8월 12일까지 미국 로스앤젤레스에서 열린 제23회 하계 올림픽에 참가했다.

## 메달리스트
| 메달   | 이름              | 종목   | 세부 종목     | 날짜 |
| ------ | ----------------- | ------ | ------------- | ---- |
| 동메달 | 에이우프 잔       | 복싱   | 남자 플라이급 |      |
| 동메달 | 투르구트 아이카치 | 복싱   | 남자 페더급   |      |
| 동메달 | 아이한 타슈큰     | 레슬링 | 남자 최중량급 |      |

## 양궁
| 선수 | 세부 종목 | 1라운드 | 2라운드 | 합계 | 순위 |

## 육상

### 남자
트랙 경기
| 선수              | 세부 종목 | 예선     | 예선 | 준준결선  | 준준결선  | 준결선    | 준결선    | 결선      | 결선      |
| 선수              | 세부 종목 | 기록     | 순위 | 기록      | 순위      | 기록      | 순위      | 기록      | 순위      |
| 네츠데트 아야즈   | 5000m     | 14:36.89 | 11   | 진출 실패 | 진출 실패 | 진출 실패 | 진출 실패 | 진출 실패 | 진출 실패 |
| 메흐메트 테르지   | 마라톤    | 빈칸     | 빈칸 | 빈칸      | 빈칸      | 빈칸      | 빈칸      | 2:14:20   | 16        |
| 아흐메트 알툰     | 마라톤    | 빈칸     | 빈칸 | 빈칸      | 빈칸      | 빈칸      | 빈칸      | DNF       | 빈칸      |
| 메흐메트 유르다돈 | 마라톤    | 빈칸     | 빈칸 | 빈칸      | 빈칸      | 빈칸      | 빈칸      | DNF       | 빈칸      |